# Xã Washington, Quận Wayne, Indiana
Xã Washington (tiếng Anh: Washington Township) là một xã thuộc quận Wayne, tiểu bang Indiana, Hoa Kỳ. Năm 2010, dân số của xã này là 1.436 người.